# Kapun

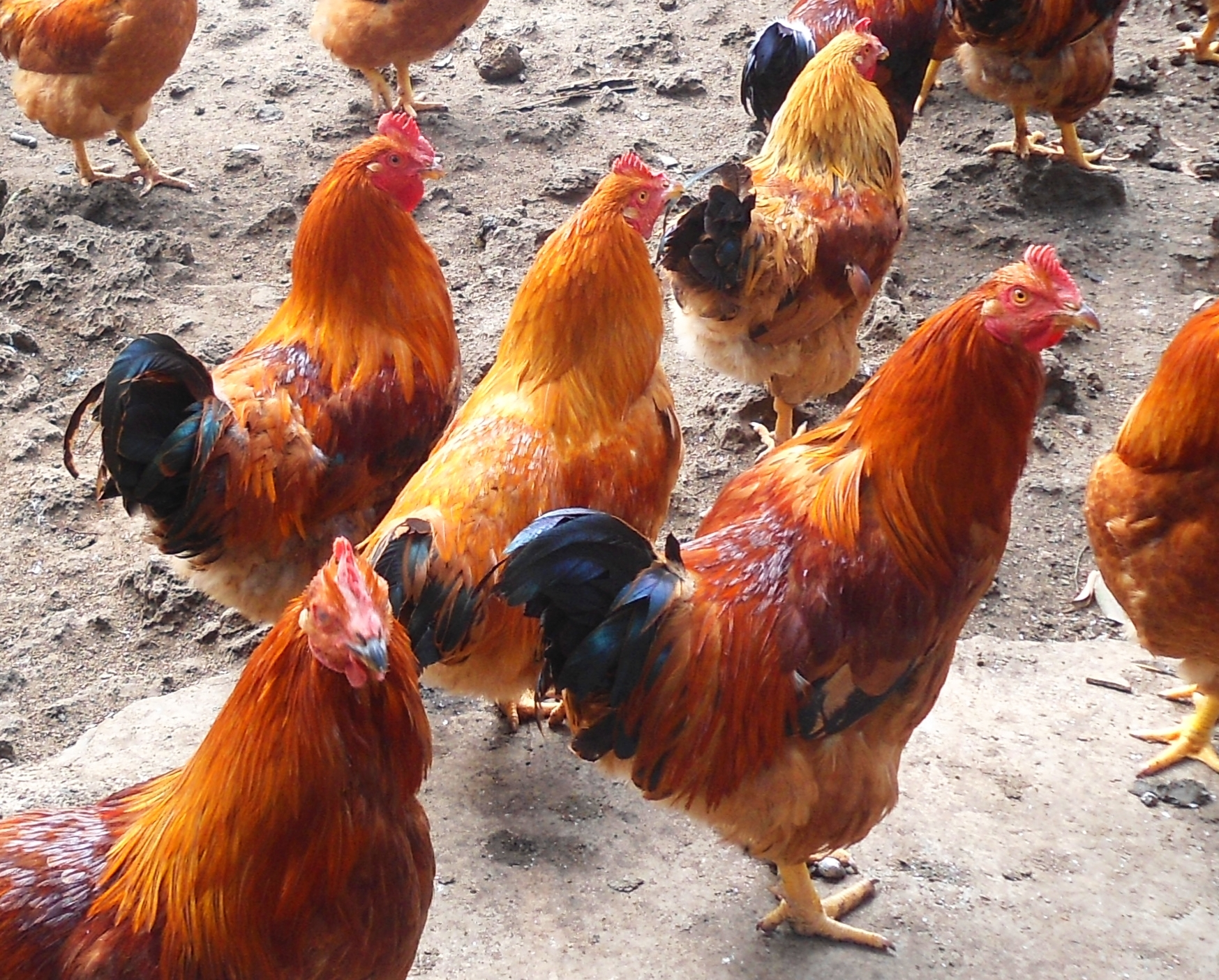
Kapuner i Kina

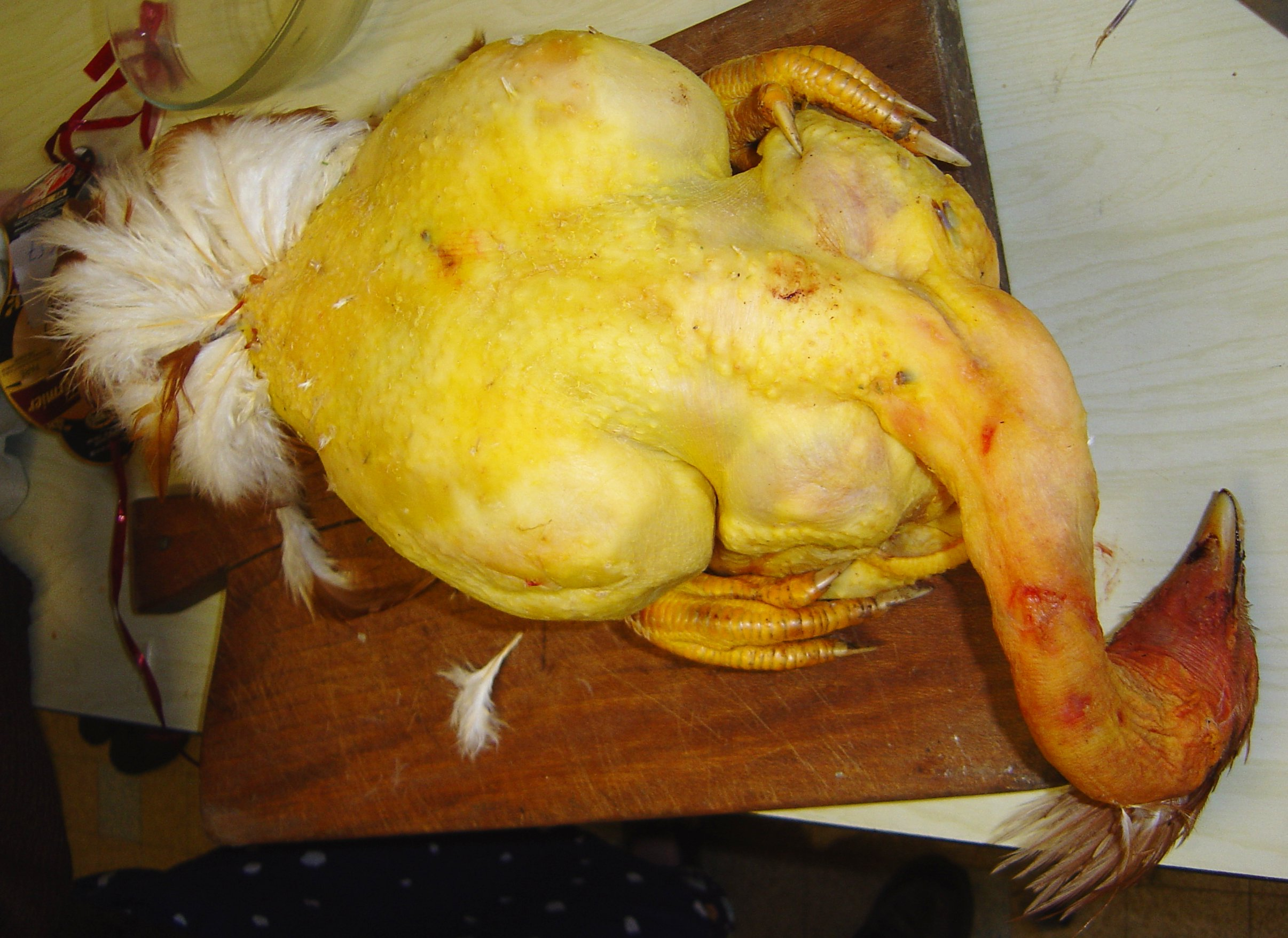
En plockad kapun med huvud, fötter och stjärtfjädrar kvar

Kapun är en kastrerad tupp av vanliga tamhönset. Metoden att kastrera tuppar används främst vid fågelfähållning för köttproduktion. Kastreringen utförs innan djuret blir könsmoget vilket leder till att köttet blir fetare och saftigare än på en okastrerad fågel.
En kastrerad specialuppfödd höna benämns poulard (av franska poularde). 